# Stratiomys beresowskii
Stratiomys beresowskii är en tvåvingeart som först beskrevs av Pleske 1899.  Stratiomys beresowskii ingår i släktet Stratiomys och familjen vapenflugor. Inga underarter finns listade i Catalogue of Life.